# Leśno (gromada)
Leśno – dawna gromada, czyli najmniejsza jednostka podziału terytorialnego Polskiej Rzeczypospolitej Ludowej w latach 1954–1972.
Gromady, z gromadzkimi radami narodowymi (GRN) jako organami władzy najniższego stopnia na wsi, funkcjonowały od reformy reorganizującej administrację wiejską przeprowadzonej jesienią 1954 do momentu ich zniesienia z dniem 1 stycznia 1973, tym samym wypierając organizację gminną w latach 1954–1972.
Gromadę Leśno z siedzibą GRN w Leśnie utworzono – jako jedną z 8759 gromad na obszarze Polski – w powiecie chojnickim w woj. bydgoskim, na mocy uchwały nr 24/5 WRN w Bydgoszczy z dnia 5 października 1954. W skład jednostki weszły obszary dotychczasowych gromad Orlik, Leśno, Rolbik i Kaszuba ze zniesionej gminy Leśno w tymże powiecie. Dla gromady ustalono 23 członków gromadzkiej rady narodowej.
31 grudnia 1959 do gromady Leśno włączono obszar zniesionej gromady Przymuszewo w tymże powiecie.
31 grudnia 1961 do gromady Leśno włączono wieś Lubnia oraz miejscowości Lamk i Popówka ze zniesionej gromady Lubnia w tymże powiecie.
1 stycznia 1972 do gromady Leśno włączono sołectwo Widno ze zniesionej gromady Swornegacie w tymże powiecie.
Gromada przetrwała do końca 1972 roku, czyli do kolejnej reformy gminnej.